# 榎本英彦
榎本英彦（えのもと ひでひこ）は日本の作曲家。

## 関連作品
アニメ
- 真・女神転生デビルチルドレン：挿入歌「メモリーズ」編曲
- マーメイドメロディー ぴちぴちピッチ：編曲

ゲーム
- FZ戦記アクシス：数曲を編曲
- 紅蓮：作曲
  - 「紅蓮天衝 -修羅-」にも使用
- ドラゴンナイト2
- フェーダ FEDA THE EMBLEM OF JUSTICE：作曲
  - 「フェーダリメイク」ではアレンジされて収録
- MADARA SAGA 幼稚園戦記まだら：作曲
- リンクル・リバー・ストーリー：作曲

音楽CD
- arpマキシシングル Reborn/桜：編曲
- 横須賀ゆめなマキシシングル PiPiPiメロディ：編曲

| スタブアイコン | サブスタブ | この項目は、まだ閲覧者の調べものの参照としては役立たない、音楽関係者（バンド等）に関連した書きかけの項目です。この項目を加筆・訂正などしてくださる協力者を求めています（P:音楽/PJ:芸能人）。 |